# Ото Лудвиг
Ото Лудвиг (11. фебруар 1813 — 25. фебруар 1865), немачки књижевник. Теоретичар драме, мање је успеха постигао својим комадима (Наследни шумар, 1850; Макадејци, 1851) колико сеоском приповетком Хајшерешај (1855) и нарочито реалистичком психолошком новелом Између неба u земље (1856).